# Аморозо, Луиджи
Луиджи Аморозо (итал. Luigi Amoroso; 26 марта 1886, Неаполь — 28 октября 1965, Рим) — итальянский экономист-неоклассик, на которого оказал влияние Вильфредо Парето. Он поддерживал и влиял на управление экономической политикой во время правления фашистов.

## Биография
В юности он занимался теориями функций нескольких комплексных переменных, разработав в первый раз необходимые и достаточные условия разрешения проблемы Дирихле голоморфных функций нескольких переменных в 1912 году. В 1927 он помог школьному другу Мауро Пиконе (2 мая 1885 — 11 апреля 1977) найти финансирование в местном банке для основания Национального института прикладной математики, называемого теперь Институт прикладной математики Мауро Пиконе.
Микроэкономическая концепция отношения Аморозо-Робинсон названа по его имени и по имени Джоан Робинсон. В соответствии с книгой Тюссе он являлся экономистом, который изучал теорию динамического равновесия, проводя аналогии между экономическими системами и классической механикой, используя при этом теории вариационного исчисления.